# Andrew Sullivan
Andrew Sullivan (10 de agosto de 1963) es un periodista, comentarista político y bloguero británico. Fue redactor de The New Republic de 1991 a 1996.  Popularizó el fisking.  Se describe a sí mismo en lo político como conservador, centrándose en la vida política estadounidense.

## Libros
- Sullivan, Andrew (1995). Virtually Normal: An Argument About Homosexuality. Knopf. ISBN 0-679-42382-6.
- Sullivan, Andrew (1998). Love Undetectable: Notes on Friendship, Sex and Survival. Knopf. ISBN 0-679-45119-6.
- Sullivan, Andrew (2006). The Conservative Soul: How We Lost It, How to Get It Back. HarperCollins. ISBN 0-06-018877-4.